# 新田梢恵
新田 梢恵（にった こずえ、1986年2月4日 - ）は、日本の元レースクイーン、女性モデル。岡山県出身。

## 略歴
- 2008年、フェイスネットワークに所属。2009年、山本里奈と共にSUPER GT「Team TAISAN タイサンレディ」を務める。
- 2009年10月、F1日本グランプリのグリッドガールとしてPR活動を行う。
- 2009年10月20日、芸能人女子フットサルチーム「ZENT sweeties」に入団し背番号「10」を付けて活動するも、わずか半年後の2010年4月3日[1]をもってチームが解散となる。
- 2010年、東京オートサロンイメージガール「A-class」メンバーとなる。同年1月17日のオートサロンにて、2010年のSUPER GTイメージガールに選出されたことを発表。これを機に所属事務所をプラチナムプロダクションへと移したが、わずか1年で退所。翌2011年、イー・スマイルに移り引き続きモデル・レースクイーン活動を行ったが、現在は退所している。
- 一時期、庄司ゆうこが主宰するヨガスクール「ポジティブスターヨガ」のインストラクターを務めていた[2]。

## 人物
- 趣味はドライブ、読書、パン作り。
- 特技はヨガ、ゴルフ。
- 好きな色はピンク、白、黒。
- 好きな食べ物は朝鮮料理、寿司。
- 妹が一人いる（本人のブログより）。

## 作品

### CD
| ユニット名 | タイトル                                             | レーベル  | 発売日         | 曲名                                        |
| ---------- | ---------------------------------------------------- | --------- | -------------- | ------------------------------------------- |
| A-class    | TOKYO AUTOSALON 2010 presents EVOLUTION #06          | avex trax | 2009年12月16日 | 『Get Ready!?』 『BABY GET MY FIRE TONITE』 |
| G☆RACE     | SUPER EUROBEAT presents SUPER GT 2010                | avex trax | 2010年4月28日  | FLY HIGH!!                                  |
| G☆RACE     | SUPER EUROBEAT presents SUPER GT 2010 -Second Round- | avex trax | 2010年9月8日   | FLY AGAIN                                   |

## 活動

### イベントコンパニオン
- 2008年10月：「CEATEC JAPAN」日立金属ブース
- 2008年10月：「東京ゲームショウ」NTTドコモブース
- 2009年2月：「アミューズメントエキスポ」ATLASブース
- 2009年9月：「東京ゲームショウ」KONAMIブース
- 2011年1月：「東京オートサロン」C-WESTブース

### その他
- 2010年：SUPER GTイメージガール「G☆RACE」
この年のマレーシア・セパン戦では同じG☆RACEメンバーの服部愛（現：竹田愛）と共に1ヵ月間マレーシア滞在しプロモーション活動を行った。
- 2010年：スポーツ紙6紙合同ユニット「スクープ!?」1期生（デイリースポーツ担当）[3]
- 2010年：SENGOKU RAIDEN CHAMPIONSHIP（SRC）ラウンドガール
- 2011年：SUPER GT「LEXUS TEAM SARD」レースクイーン
10人組レースクイーンユニット『sucre』（シュクレ）に参加。福田美香、渡辺萌依子、成島桃香と共にLEXUS TEAM SARDをサポートする。